# Hosszútelke
Hosszútelke (románul: Doștat) falu Romániában, Erdélyben, Fehér megyében.

## Fekvése
Gyulafehérvártól légvonalban 23 km-re délkeletre, a Szeben megyei Szerdahelytől 10 km-re északkeletre fekvő település.

## Története
Hosszútelek (Pauli Villa) Árpád-kori település. Nevét már 1299-ben villa Pauli f. Ladislai (László fia Pál faluja) néven említette oklevél. Ekkor ugyancsak említették a Buzdról ide, László fia Pál falujába vezető nagy út is említve volt.
1320-ban nevét Huzyuteluknek írták, birtokosa ekkor Hosszútelki Bálint, aki a falu felét átengedte cserébe néhai Pál fia László dévai várnagynak, s Péter, János és István nevű fivéreinek. 1332–1334-ben a pápai tizedjegyzék v. Pauli néven sorolta fel.
Német nevű papja 1332-ben 9, 1334-ben 4 dénár pápai tizedet fizetett (Gy 2: 165).

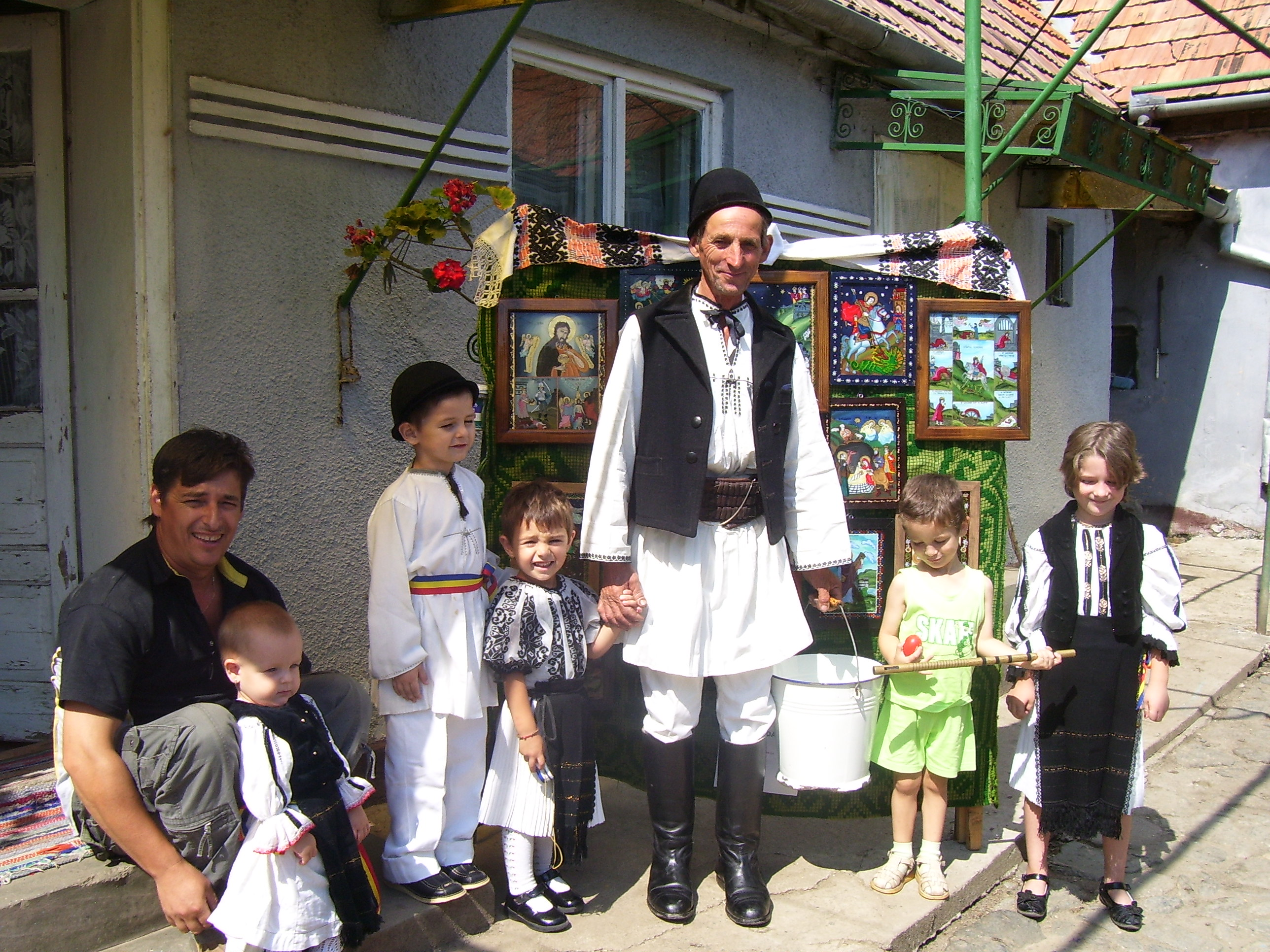
Népviseletbe öltözött román férfi

További névváltozatai: 1338-ban villa Pauli, 1290–1301 között Pauli villa, 1733-ban Hosszutelke, 1750-ben Dostat, 1760–1762 között Hosszutelek, 1808-ban Hosszútelke h., Langenthal g., Dostat vel Telku val, 1861-ben Hosszutelke, Langenthal, Dostát, 1888-ban Hosszútelek (Tohrstadt, Dostat), 1913-ban Hosszútelke.
A trianoni békeszerződésig Alsó-Fehér vármegye Kisenyedi járásához tartozott.
1910-ben 1244 lakosából 1237 fő román, 7 magyar volt. A népességből 1224 fő görögkatolikus, 13 görögkeleti ortodox volt.
A 2002-es népszámláláskor 607 lakosa mind román volt.